# Fernando Abad Bécquer
Fernando Abad Bécquer (n. Madrid; 30 de enero de 1955) es un político español, alcalde de Leganés entre 1983 y 1991, diputado autonómico en la III y IV legislaturas de la Asamblea de Madrid, vicepresidente de dicha Asamblea de Madrid y senador en las Cortes Generales.

## Biografía
Licenciado en Derecho y especializado en Criminología.
Ingresó en el PSOE y la Unión General de Trabajadores en 1974. Fue miembro de la Comisión Ejecutiva Regional y del Comité Regional del Partido Socialista de Madrid, antigua Federación Socialista Madrileña (FSM-PSOE).
Alcalde de Leganés tras la dimisión del elegido nuevamente Ramón Espinar Gallego entre 1983 y 1991, año en que fue sustituido por José Luis Pérez Ráez y diputado autonómico en la III y en la IV Legislaturas de la Asamblea de Madrid. Fue Vicepresidente Tercero de la Asamblea de Madrid durante la legislatura 1991-1995 y Vicepresidente Segundo de la Asamblea de Madrid 1995.
Fue designado senador en las Cortes Generales por la Asamblea de Madrid en 1994 en sustitución de Paquita Sauquillo. Ejerció profesionalmente como criminólogo y es experto en delincuencia juvenil y nuevas formas de delincuencia urbana. Funcionario en excedencia del INSALUD y del Ayuntamiento de Leganés (Madrid).
En abril de 1994, Abad se vio implicado, junto con otro dirigente socialista autonómico de Madrid, el exconsejero Virgilio Cano, en un escándalo dentro de la Federación Socialista Madrileña. Ambos fueron investigados por la Comisión de Ética de la FSM-PSOE a raíz de las acusaciones acerca de un supuesto aumento patrimonial no justificado. Ante dichas acusaciones, la Comisión de Ética dictaminó una recomendación en el sentido de no incluir a dichos diputados en las listas electorales. 
En la actualidad es secretario general de la Asociación de Empresas Gestoras de Cooperativas GECOPI y profesor de la UNED.